# Physically Based Rendering

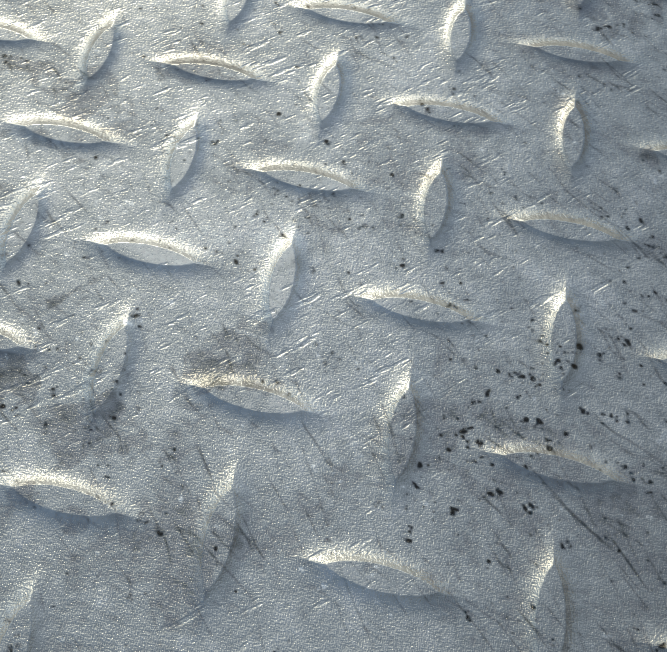
Eine Riffelblechtextur, die mit PBR-Techniken dargestellt wird

Physically Based Rendering (PBR), auch Physically Based Shading, ist eine Technik zur Erzeugung (engl. to render) fotorealistischer 3D-Grafiken. Die Interaktion von Lichtstrahlen mit Oberflächen erfolgt nach physikalischen Prinzipien. Genauer gesagt erfolgt eine physikalisch plausible Annäherung, um Rechenzeit zu sparen. Die Reflexionseigenschaften werden basierend auf einer Mikrofacetten-Theorie berechnet.